# Biancolina
Biancolina är ett släkte av kräftdjur. Biancolina ingår i familjen Biancolinidae.
Biancolina är enda släktet i familjen Biancolinidae.
Kladogram enligt Catalogue of Life:
| Biancolina | \| \| Biancolina brassicacephala \| \| \| \| \| \| Biancolina cuniculus \| \| \| \| \| \| Biancolina mauihina \| \| \| \| |
|            | \| \| Biancolina brassicacephala \| \| \| \| \| \| Biancolina cuniculus \| \| \| \| \| \| Biancolina mauihina \| \| \| \| |
|            | Biancolina brassicacephala                                                                                                |
|            | |
|            | Biancolina cuniculus |
|            | |
|            | Biancolina mauihina |
|            | |